# PFK ȚSKA Sofia
ȚSKA Sofia este un club de fotbal din Sofia, Bulgaria, care joacă în A PFG, prima divizie a fotbalului bulgar. Echipa susține meciurile de acasă pe Stadionul Bălgarska Armia cu o capacitate de 22.015 locuri.

## Istorie

### 1923-1948
În octombrie 1923, cluburile Athletic Sofia și Slava Sofia au format noul club AS-23, sub patronajul Ministerului Războiului. În 1931, AS-23 a câștigat primul său campionat și Cupa Țarului, urmată de încă o Cupă a Țarului în 1941. Stadionul echipei (inaugurat în 1938) a fost numit Athletic Park și a fost pe locul actualului stadion, Bălgarska Armia.
Pe 9 noiembrie 1944, cu ajutorul lui Mihail Mihaylov, un contabil la Ministerul Războiul și patron la Shipka Sofia, cluburile AS-23, Shipka și Spartak au format noul club, Chavdar Sofia. Generalul Vladimir Stoychev de la AS-23, care la acea vreme lupta pe front, a fost declarat noul finanțator al noului club.
Chavdar a jucat pe Athletic Park, care a fost numit mai târziu Stadionul Chavdar. Echipa a rezistat doar 3 ani în topul campionatului, după care a retrogradat în divizia secundă.

### 1948-1962
Cu ajutorul lui Mihail Mihaylov din nou, în februarie 1948, Chavdar devine Clubul Departamental al Casei Centrale a Trupelor și a luat numele de CDV. Pentru ca clubul să nu ajungă în faliment, au căutat să se unească cu alt club. În mai 1948, CDV și Septemvri Sofia (care obținuse deja un loc în play-off) s-au unit sub numele de "Septemvri pri CDV". Contractul a fost semnat pe 5 mai 1948, care a fost considerată data oficială a înființării clubului. Emblema clubului a rămas până în prezent, steaua roșie reprezentând partea comunistă (similară cu cele din steagurile Uniunii Sovietice și a republicii Populare Chineze).

### Anii '60
În 1962, CDNA s-a unit cu DSO Cherveno Zname pentru a forma ȚSKA Cherveno Zname (Steagul Roșu ȚSKA). Casa Centrală a Trupelor s-a afiliat cu noul club, care a fost condus de Ministerul Apărării. ȚSKA a terminat în acel sezon pe locul 3 după Spartak Plovdiv și Botev Plovdiv. În 1966, ȚSKA a câștigat campionatul și s-a calificat pentru Cupa Campionilor Europeni. În următorul sezon echipa a reușit cea mai mare performanță europeană, a ajuns în semifinalele competiției, unde a jucat împotriva formației Internazionale Milano. După 2 meciuri, scor 1-1, s-a jucat un al treilea meci, pe care ȚSKA l-a pierdut cu 1-0.
În 1968, ȚSKA s-a unit din nou cu Septemvri Sofia, și a luat numele de ȚSKA Septemvri Zname. Echipa a reușit să câștige titlul anul următor, cu ajutorul lui Petăr Jekov, care a ajuns golgheterul all-time al Bulgariei, record pe care îl deține și astăzi.

### Anii '70

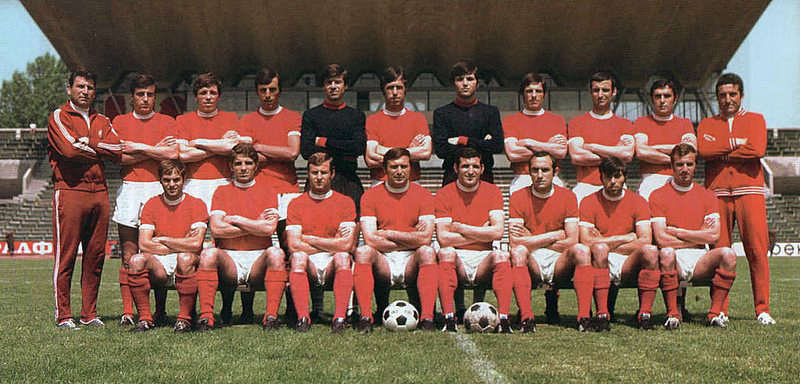
CSKA Sofia în 1973

Anii '70 este considerată perioada în care ȚSKA și-a făcut numele pe scena europeană. Clubul a început să decadă modest, obținând locul 2 în campionat și ajungând în șaisprezecimile Cupei Campionilor Europeni, au fost eliminați după 2-0 la general în fața lui Chelsea FC. Dar din 1971 până în 1973, a câștigat 3 titluri consecutive și a ajuns una dintre cele mai mari surprize ale Europei, eliminând tripla campioană europeană Ajax Amsterdam în sezonul 1973-74. Din 1975 până în 1979, echipa a mai câștigat 2 titluri de campioană a Bulgariei.

### Anii '80
Sezonul 1980-81 a fost din nou unul memorabil, ȚSKA câștigând încă un titlu și învingând de 2 ori campioana europeană Nottingham Forest, ambele 1-0. În sezonul următor, ȚSKA a ajuns din nou în semifinalele Cupei Campionilor Europeni, eliminând echipele Real Sociedad, Glentoran FC și după ce a pierdut 1-0 acasă la campioana europeană, FC Liverpool, a câștigat acasă cu 2-0. În semifinale au întâlnit-o din nou pe Bayern München. În turul de la Sofia, în minutul 16 ȚSKA conducea cu 3-0, dar scorul final a fost 4-3 pentru ȚSKA. Din păcate, la München echipa a suferit o înfrângere dureroasă 4-0.

## Palmares
- A PFG - 31 (record)
  - 1949, 1951, 1952, 1954, 1955, 1956, 1957, 1958, 1959, 1960, 1961, 1962,1966, 1969, 1971, 1972, 1973, 1975, 1976, 1980, 1981, 1982, 1983, 1987, 1989, 1990, 1992, 1997, 2003, 2005, 2008
- Cupa Bulgariei- 13 (record)
  - 1981, 1983, 1985, 1987, 1988, 1989, 1993, 1997, 1999, 2006, 2011, 2016, 2021
- Cupa Armatei Sovietice - 13
  - 1951, 1954, 1955, 1961, 1965, 1969, 1972, 1973, 1974, 1985, 1986, 1989, 1990
- Supercupa Bulgariei - 4
  - 1989, 2006, 2008, 2011

## Europa
- Cupa Campionilor Europeni
  - Semifinale: 1966-67, 1981-1982
- Cupa UEFA
  - Șaisprezecimi: 1998-99
- UEFA Europa League
  -  Faza Grupelor (3) : 2010, 2011, 2021

## Rezultate europene
| Competiție                                        | P   | W  | D  | L  | GF  | GA  | GD   |
| ------------------------------------------------- | --- | -- | -- | -- | --- | --- | ---- |
| UEFA Champions League / Cupa Campionilor Europeni | 98  | 41 | 16 | 41 | 140 | 144 | – 4  |
| Cupa Cupelor UEFA                                 | 22  | 12 | 0  | 10 | 49  | 29  | + 20 |
| UEFA Europa League / Cupa UEFA                    | 92  | 30 | 28 | 34 | 119 | 120 | – 1  |
| Cupa UEFA Intertoto                               | 4   | 2  | 1  | 1  | 8   | 4   | + 4  |
| Total                                             | 216 | 85 | 45 | 86 | 316 | 297 | + 19 |